# Legio II Flavia Constantia

Dibujo del escudo de la Secunda Flavia Constantia Thebaeorum, según la Notitia Dignitatum.

La Legio II Flavia Constantia (Segunda legión «flavia en la que puede confiarse») fue una legión romana comitatensis, creada por Diocleciano, probablemente en el año 296 o 297.

## Historia
La II Flavia Constantia fue formada junto con la I Maximiana para acuartelarse en la recientemente creada provincia de Thebaidos, Egipto. El nombre de la legión se relaciona con Constancio Cloro, quien reinó sobre la mitad occidental del imperio. La II Flavia Constantia tenía su sede en Cusas (Not. Or. XXXI) hasta la época de la Notitia Dignitatum. A lo largo del tiempo, probablemente bajo Constantino I, cuando las tropas de las provincias egipcias estuvieron unidas bajo el mando de un dux (CIL II 12073), las tropas legionarias fueron incrementadas con unidades de las legiones de Egipto I Iovia, II Traiana y III Diocletiana, la última progresivamente repartida en tres guarniciones (Not. or. XXXI 31. 33. 38).
La II Flavia Constantia Thebaeorum, que pertenecía en la época de la Notitia al comitatus del magister militum per Orientem (Not. or. VII 10 = 45), fue ciertamente segregada de la II Flavia Constantia, que durante más de un siglo se estableció como legión fronteriza. El impulso para esta división fue probablemente dada por una medida de Teodosio I, de mezclar una parte de los bárbaros, que se pasaron a él, con las tropas de Egipto. Estos bárbaros fueron añadidos a las tropas egipcias y su comandante en Macedonia (Zósimo IV 30 y 31), quien residió en aquella época en Tesalónica. Una parte de la II Flavia Constantia pertenecía a estos Aiguptioi (egipcios). Encaja con que en esta época la legión II Flavia Valentis Thebaeorum (Not or. VII 11 = 46), que acompañaba a las tropas en la Notitia y fue nombrada por y probablemente creada por el emperador Valente, no se volvió a mencionar con la guarnición de Thebaidos (Not. or. XXXI), debido al breve tiempo que permaneció en la provincia.